# Nemotelus irwinorum
Nemotelus irwinorum är en tvåvingeart som beskrevs av Mason 1997. Nemotelus irwinorum ingår i släktet Nemotelus och familjen vapenflugor. Inga underarter finns listade i Catalogue of Life.